# エドワード・ボスコーエン (初代ファルマス伯爵)

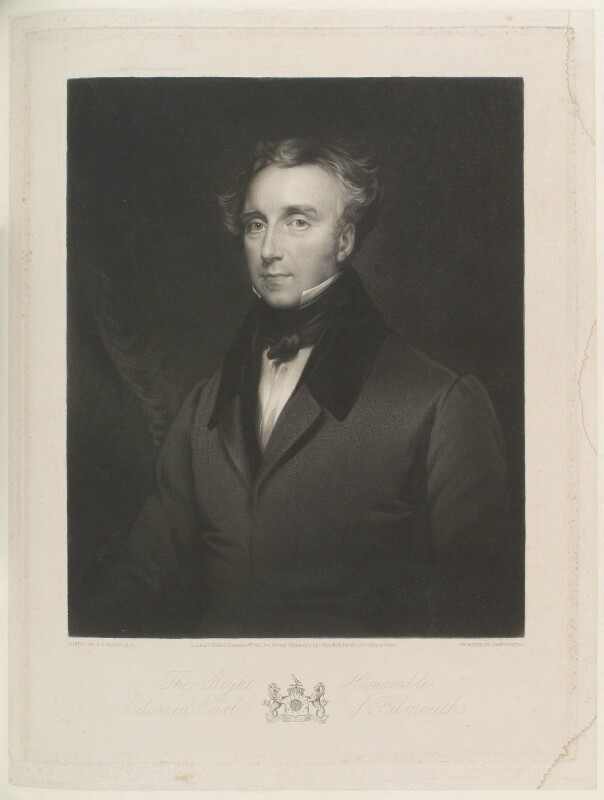
初代ファルマス伯爵エドワード・ボスコーエン

初代ファルマス伯爵エドワード・ボスコーエン（英語: Edward Boscawen, 1st Earl of Falmouth、1787年5月10日 – 1841年12月29日）は、イギリスの貴族、政治家。ウルトラ・トーリーに属し、1807年から1808年まで庶民院議員を務めた後、1821年戴冠式記念叙勲で伯爵に叙された。

## 生涯
第3代ファルマス子爵ジョージ・ボスコーエンと妻エリザベス・アン（Elizabeth Anne、旧姓クルー（Crewe）、1764年10月2日 – 1793年8月10日、ジョン・クルーの娘）の息子として、1787年5月10日にセント・ジェームズ・スクエアのファルマス・ハウス（Falmouth House）で生まれ、セント・ジェームズ教会で洗礼を受けた。1797年から1802年ごろにイートン・カレッジで教育を受け、1805年から1808年までエンサイン（歩兵少尉）としてコールドストリームガーズに従軍した。
1807年イギリス総選挙で父の支持を受けて、父が影響力を保持したトゥルーロ選挙区から出馬して当選した。当選時点で21歳未満（当選日は20歳の誕生日の前日）であり、ボスコーエンが庶民院で何らかの行動（演説、投票）をした形跡はなかった。1808年2月11日に父が死去すると、ファルマス子爵位を継承した。
父からミッチェル選挙区（2人区。ファルマス子爵家は1議席を掌握）とトゥルーロ選挙区（2人区）への影響力も継承しており、ファルマス子爵はこれらの選挙区でトーリー党政権の支持者を当選させた。ファルマス子爵は選挙区での支持を理由として、首相第2代リヴァプール伯爵ロバート・ジェンキンソンに伯爵への叙爵を申請したが、1815年に拒否されている。また、1812年9月にはリヴァプール伯爵への手紙でトゥルーロの議席が摂政王太子ジョージ（後の国王ジョージ4世）の支持者からの脅威にさらされているとして、政府からの支持を求めた。同年10月の総選挙では候補者が無投票で当選したが、1818年イギリス総選挙ではファルマス子爵の推す候補者が1票差（12票対11票）で辛勝した。1820年イギリス総選挙では反ファルマス派候補ハッシー・ヴィヴィアンが12票でトップ当選、次点の2人が同じ11票で選挙無効が宣告されたが、6月の再選挙では同じく反ファルマス派のウィリアム・ゴセットが13票対11票で当選した。これによりトゥルーロの議席を一時反ファルマス派に占められる結果になったが、ファルマスは法廷闘争やリヴァプール伯爵からの助力などで巻き返しを図り、1826年イギリス総選挙では2議席ともに奪還するに至り、以降1832年の第1回選挙法改正までファルマスの支配が揺るがないものになった。
ミッチェルでは1812年、1818年、1820年、1826年、1830年の総選挙で1議席を指名したが、1831年イギリス総選挙で自身の推す候補者を2人とも当選させた。ただし、ミッチェル選挙区は翌年の第1回選挙法改正で廃止された。
1821年戴冠式記念叙勲において、1821年7月14日に連合王国貴族であるコーンウォールにおけるファルマス伯爵に叙された。貴族院ではウルトラ・トーリーに属し、1829年ローマ・カトリック信徒救済法（カトリック解放）と1832年の第1回選挙法改正に反対した。前者をめぐり、第10代ウィンチルシー伯爵ジョージ・フィンチ＝ハットンが首相初代ウェリントン公爵アーサー・ウェルズリーに決闘を申し込んだとき（決闘は1829年3月21日に行われた）、ファルマス伯爵はウィンチルシー伯爵の介添人を務めた。
1834年6月10日、オックスフォード大学よりD.C.L.の学位を授与された。
1841年12月29日にコーンウォールのトレゴスナンにある自宅トレゴスナン・ハウス（Tregothnan House）で死去、1842年1月7日にセント・マイケル・ペンケヴィルで埋葬された。一人息子ジョージ・ヘンリーが爵位を継承した。

## 家族
1810年8月27日、アン・フランシス・バンクス（Anne Frances Banks、1789年7月8日 – 1864年5月1日、ヘンリー・バンクスの長女）と結婚、1男をもうけた。
- ジョージ・ヘンリー（1811年7月8日 – 1852年8月29日） - 第2代ファルマス伯爵[2]

## 著作
- A letter on the subject of re-establishing and extending the stannary courts of the dutchy of Cornwall（1836年[1]、パンフレット[10]）